# Monica Geller-Bing
Monica Elizabeth Geller-Bing (ur. 22 kwietnia 1969) – fikcyjna postać z serialu Przyjaciele (Friends, 1994-2004). Postać była odtwarzana przez aktorkę Courteney Cox.
Pracuje jako szef kuchni. Jest znana ze swojej pedantyczności i obsesji na punkcie porządku. Młodsza siostra Rossa Gellera, przyjaciółka Rachel Green ze szkoły średniej. Ona i Rachel odnawiają swoją przyjaźń, gdy ta wpada do kawiarni Central Perk w sukni ślubnej. Pierwotnie była współlokatorką Phoebe Buffay, która odpowiedziała na nadane przez nią ogłoszenie.
Długi czas spotyka się z Richardem, przyjacielem swojego ojca.
Po wyjeździe do Londynu zaczyna spotykać się z Chandlerem Bingiem, przyjacielem Rossa z college’u i zarazem jednym ze swoich najlepszych przyjaciół. Początkowo ukrywają swój związek. W VII sezonie serialu została jego żoną. Z Chandlerem w ostatnim sezonie zaadoptowali dwoje dzieci – Erikę i Jacka.
Do osiemnastego roku życia była zakompleksiona na punkcie swojego wyglądu – cierpiała na znaczną nadwagę.
Mieszkanie Moniki (które wcześniej należało do jej zmarłej babci) jest rajem dla przyjaciół – tu spotykają się, wyprawiają przyjęcia itp., gdyż Monica jest idealną panią domu.

## Courteney Cox o Monice Geller
„Uwielbiałam grać grubą Monikę. Kiedy zrobiliśmy to pierwszy raz, trzy lub nawet cztery godziny zabrało nam założenie tego pulchnego kostiumu. Wyobraźcie sobie mieć przez taki okres piankę na twarzy. Jednym słowem: utknęłam. Jednak kiedy założyłam na całość ubranie i zobaczyłam końcowy efekt, poczułam wielką frajdę. Gruba Monika jest świetną postacią – na przekór znacznie lżejszą, bardziej frywolną. Za każdym razem, kiedy występowałam w wersji XXXL, wszyscy nieźle się bawiliśmy.”

## Drzewo genealogiczne postaci

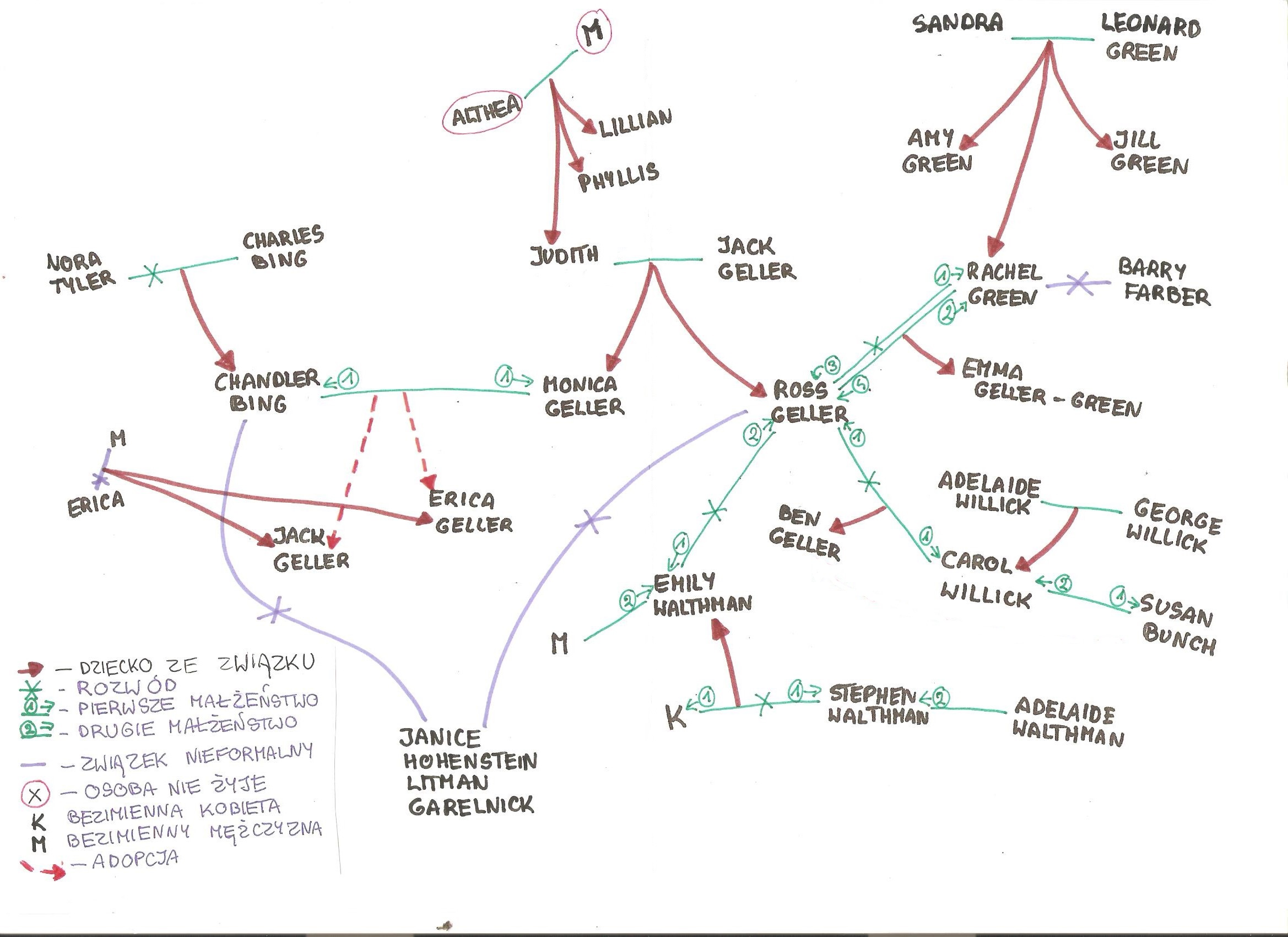
Drzewo genealogiczne Moniki Geller, Rossa Geller, Rachel Green i Chandlera Bing z serialu „Przyjaciele”.